# Мокови (язык)
Мокови (Mbocobí, Mocobí, Mocoví) — индейский язык, который принадлежит языковой семье гуайкуру. На данном языке говорит народ мокови, проживающий на севере центральной части провинции Санта-Фе и на юго-востоке провинции Чако в Аргентине.

## Генеалогическая и ареальная информация
Языковая семья гуайкуру включает в себя две ветви – гуайкуру и южные языки гуайкуру. Семья гуайкуру состоит из ныне исчезнувшего языка мбайя, на котором говорили в тех частях провинции Чако, что находятся в Бразилии и Парагвае,  и его единственного потомка - кадивеу. Южные языки гуайкуру включают языки тоба, пилага, мокови и абипонский (уже исчезнувший) язык. На тоба говорят в южном Парагвае и Восточной Боливии, а также в восточной части провинций Чако и Формоса в Аргентине. На языке пилага говорят в этих же провинциях, но число говорящих насчитывает примерно в 3 раза меньше человек, чем тоба. На абипонском говорили в восточной части Чако, а язык был очень плотно связан с остальными языками этой ветви.

## Социолингвистическая ситуация
По состоянию на 2011 год число носителей мокови насчитывает около 3000 человек. Популяция народа мокови по состоянию на 2004 – 12,100 человек.
Что касается распространения языка, выделяются два главных ареала - провинции Санта-Фе, где, начиная с 1950-х большая часть говорящих утратила язык, и Чако, где и язык, и культура народа мокови тщательнее сохраняются. На данный момент в Санта-Фе язык использует только взрослое, преимущественно пожилое население. Остальная часть народа мокови использует испанский, у взрослого населения распространён билингвизм.
Письменность в языке отсутствовала до 1950 года, когда группа миссионеров разработала систему письменности для языка тоба, которая затем была модифицирована и для мокови. Единственный на данный момент письменный текст на мокови - перевод Библии.

## Типологическая характеристика

### Тип (степень свободы) выражения грамматических значений
Мокови относится к синтетическим языкам - грамматические значения выражаются в пределах самого слова с помощью различных аффиксов. Локативные энклитики присоединяются к глаголу, так что в языке по сути отсутствуют даже предлоги.
/yim senoɢonwgi iaʔa/ – yim s+enoɢon+wgi i+aʔa – 1SgPRON 1AC+входить+внутрь 1SgPoss+дом – "я вхожу в мой дом"
/yawo:ntakoʔ/ – i+awo:n+tak+oʔ – 3AC+нравиться+PROG+EV – "ему нравится"
/lwis iilew/ – lwis i-ilew – Луис 3IN+умирать – "Луис умер"
/iilewwgi ñi natarenataɢanaɢaki/ – i+ilew+wgi ñi n-atarenataɢanaɢaki – 3IN+умирать+внутри DEIC ABS+госпиталь – "(он) умер в госпитале"
qar - камень, qari (qar-i) - камни(pl),  qari:pi (qar-i-ipi) - камни(pcl)

### Характер границы между морфемами
Мокови – язык агглютинативного типа. Для выражения различных грамматических значений служат различные аффиксы, которые следуют друг за другом и имеют достаточно четкие границы.
/leʔya waɢayaq/ – l+eʔya waɢayaq – 3POSS+отверстие вода – "отверстие с водой"
/nahañi/ – Ø-n-aha-ñi – 3AC-сюда-упасть-DOWN - "падает вниз"

### Тип маркирования в именной группе и в предикации

#### В именной группе
В именной группе наблюдается вершинное маркирование. Вершина может встречаться как до, так и после зависимого слова без изменения смысла. Маркеры посессива и абсолютива у существительного встречаются опционально, так как их наличия требуют только связанные корни и неразрывно зависимые существительные.
/iatap/ /loq/
i+atap                             l+oq
1SGPOSS+лоб              3POSS + еда
"мой лоб" "его/её еда"
В том случае,когда корни существительных являются свободными, наличие маркера посессива или абсолютива часто приводит к неграмматичности. Кроме того, мокови представляет собой язык, который разделяет отчуждаемую и неотчуждаемую принадлежность, т.к. есть определённые существительные, которые всегда должны быть в зависимости, а есть существительные, которые никогда не могут находиться в зависимости. К последним в основном относятся слова, означающие элементы природы, животных, некоторые обозначения людей ( например: "qom" – люди,  "ʔalo" – женщина,  "yale" – мужчина) и большинство заимствований.
/ʔalo/ – "(какая-то) женщина"
*/i+ʔalo/ (1SgPoss+женщина) – "моя женщина"
*/n+ʔalo/ (Abs + женщина) – "женщина"
Однако, можно составить альтернативную конструкцию, которая будет грамматична и при наличии посессивного маркера, как в примере, где мы добавляем существительное, обозначающее "животное":
/keʔlay/ – "(какой-то) мул"
*/i+keʔlay/ (1SgPoss+мул) – "мой мул"
*/n+keʔlay/ (Abs+мул) – "мул"
НО /ilo keʔlay/ – "мой мул"
i+lo                            keʔlay
1SgPoss + животное мул

#### В предикации
В предикации маркирование также вершинное - грамматические показатели прикрепляются к глаголу.
/Qam re:takoʔ so qom/
qam r+e:tak+oʔ  so qom
но    3IN+говорить+EV DEIC человек
"Но этот человек заговорил"
/sašilaiʔsak/
s+ašil+ir+sak
1AC+спрашивать+2SgR+Prog
"Я тебя спрашиваю" (R - вежливая форма)

### Тип ролевой кодировки
Мокови имеет активный тип ролевой кодировки: в языке существует ряд местоименных клитик для агентивных подлежащих и для неагентивных подлежащих или дополнений. Стативные проклитики очень похожи на посессивные маркеры существительных, что необычно для языков с активным типом кодировки.
Лицо маркируется на глаголе в основном рядом проклитик, которые непосредственно предшествуют корню глагола. Число маркируется с помощью суффикса непосредственно после глагольного корня.
/skoʔo/ (s+koʔo – 1AC+рожать) – "я рожаю"_________________________________________________ /ʝalola/ (ir+alola – 1IN+заболевать) – "я заболеваю"
/koʔoi/ (Ø+koʔo-i – 2AC+рожать-2SGf)  – "ты(f) рожаешь"_______________________________________/ralolai/ (r+alola+i – 2IN+заболевать-2SGF) – "ты заболеваешь"
/skoʔyaɢ/ (s+koʔo-aɢ – 1AC+рожать-1PL) - "мы рожаем"_______________________________________/qaralola/ (qar-alola – 1IN+заболевать) – "мы заболеваем"
/koʔoi:/ (Ø+koʔo-i: – 2AC+рожать-2PL) - "вы (pl) рожаете"______________________________________/ralolai:/ (r+alola-i: – 2IN+заболевать-2PL) – "вы (pl) заболеваете"
Активные проклитики используются с глаголом, подлежащее которого – агенс, при этом глаголы могут быть как транзитивными, так и нетранзитивными. Стативные проклитики используются, чтобы маркировать неагентивное подлежащее нетранзитивных глаголов и прямое дополнение транзитивных глаголов. При маркировании прямого дополнения к глаголу присоединяются и активный маркер для агентивного подлежащего, и стативный маркер для прямого дополнения.
/irečaɢir/ (ir+ečaɢ+ir – 2IN+резать+1AC) – "ты режешь меня"
/sečaɢir/ (s+ečaɢ+ir – 1AC+резать+2IN) – "я режу тебя(уважительная форма)"
/iečaɢ/ (i+ečaɢ – 3AC+резать) – "он режет её/его"
Однако, мокови не допускает более одной личной проклитики у глагола, таким образом, если глагол требует одну проклитику для подлежащего и одну - для дополнения, применяется иерархия, которая определяет, какой личный маркер будет присоединён к глаголу. При этом, два личных суффикса допустимы, если один из них является суффиксом первого лица множественного числа агенса.
Кроме того, иногда глагольная форма, в которой есть одновременно активные и стативные маркеры, эквивалентна фразе с глаголом с только активными маркерами, где дополнение или пациенс выражены независимым местоимением в отдельной именной группе.
/φelisa iretagñi/ _____________________ /φelisa ietagñi yim/
φelisa ir+etag+ñi_____________________ φelisa i+etag+ñi      yim
Felisa 1SgIN+расчёсывать+DOWN_______Felisa 3AC+расчёсывать+DOWN    1SgPron         –       "Фелиса меня расчёсывает"

### Базовый порядок слов
Более всего распространён порядок SVO, однако порядок VOS тоже встречается довольно часто. В большинстве случаев, глагол кодирован местоименными клитиками и аффиксами.
/so qom nakitetakoʔ ka lepetaɢanaɢat/
so        qom         Ø+n-akit+tak+oʔ                                  ka           l+epet-aɢanaɢat
DEIC    человек  3AC+сюда-искать-+PROG+EV           DEIC       3POSS+еда
"Этот человек искал его еду"

## Фонология
В языке мокови есть 23 согласных фонемы, две из которых встречаются исключительно в испанских заимствованиях (в таблице, приведённой ниже, они заключены в скобки), а также 4 кратких и 4 долгих гласных.
|                     |             | Билабиальные | Альвеолярные | Альвео-палатальные | Палатальные | Велярные | Увулярные | Глоттальные |
| ------------------- | ----------- | ------------ | ------------ | ------------------ | ----------- | -------- | --------- | ----------- |
| Смычные и аффрикаты | глухие      | p            | t            | č                  |             | k        | q         | ʔ           |
| Смычные и аффрикаты | звонкие     |              | d            | ʝ                  |             |          |           |             |
| Фрикативные         | глухие      | (φ)          | s            | š                  |             |          | (x)       |             |
| Фрикативные         | звонкие     |              |              |                    |             | ɣ        | G         |             |
| Носовые             |             | m            | n            | ñ                  |             |          |           |             |
| Сонорные            | латеральные |              | l            | ʎ                  |             |          |           |             |
| Сонорные            | флэпы       |              | r            |                    |             |          |           |             |
| Глайды              | глухие      |              |              |                    |             |          |           | h           |
| Глайды              | звонкие     | w            |              |                    | y           |          |           |             |

Двойные согласные отсутствуют.
|         | Передние | Передние | Средние | Средние | Задние | Задние  |
| ------- | -------- | -------- | ------- | ------- | ------ | ------- |
|         | долгие   | краткие  | долгие  | краткие | долгие | краткие |
| Верхние | i:       | i        |         |         |        |         |
| Средние | e:       | e        |         |         | o:     | o       |
| Нижние  |          |          |         |         | a:     | a       |

Стандартная структура слога в мокови – (C)(C)V(C)(C).
Ударение падает на последний в слове слог ("yenag" [yina′q] – "он бросает" ). В остальных случаях, которые встречаются в основном в испанских заимствованиях, ударение специально помечается на письме – "pa′re" - "бабочка". Однако в тех случаях, когда подобные заимствования используются в множественном или паукальном числе, ударение в них падает также на последний слог – "pare-l" (бабочка-PCL) - "бабочки".

## Морфосинтаксические особенности

### Структура глагола
Мокови имеет достаточно сложную структуру глагола, в одной глагольной форме могут выражаются несколько грамматических значений. Так как аргументы глагола выражаются в самой глагольной форме с помощью местоименных показателей, один глагол может составлять целое предложение:
/sekinagir/
s+ekin-ag+ir
2Ac+приветствовать-1Pl+2SgR
"Мы приветствуем тебя (R – уважительная форма)".
Местоимения однако могут употребляться и отдельно от глагола для эмфазы.
В мокови имеется префикс направления n-, который непосредственно предшествует корню глагола и означает, что действие, выраженное глаголом, направлено на говорящего или на агенс клаузы. Этот префикс также может иметь строгое значение рефлексива, указывая, что действие агенса направлено на самого себя. Когда он употребляется с нетранзитивными глаголами, глагол получает только активный маркер, когда с транзитивными - активный и стативный маркеры.
Некоторые глаголы обязаны иметь этот префикс, некоторые не могут его иметь, остальные могут встречаться как с ним, так и без него с небольшим изменением значения.
/inowir/                                        /inetagñi/
i+n-owir                                      i+n-etag+ñi
1AC+сюда-owir                         1AC+сюда-расчёсывать+DOWN
"я приезжаю (сюда)"                "я расчёсываю себя"

### Имена

#### Род
В мокови есть два рода - мужской и женский. На большинстве существительных род не маркируется, однако он маркирован на указательных местоимениях и на большинстве прилагательных, которые должны согласоваться в роде с существительным. Например, слово "горшок" - женского рода:
/ana ʔwe:na laweraɢay/
a+na   ʔwe:na laweraɢ-ay
F+DEIC горшок   чёрный-AdjF
"этот черный горшок"

#### Число
Одной из главных особенностей мокови является наличие паукального числа. Образуется оно с помощью прибавления специальных паукальных суффиксов к существительному. Этих суффиксов в мокови несколько: -i, -er, -ir, -o, -qa, -qu, -r и т.д. Выбор того или иного суффикса зависит от лексических и фонологических особенностей слова. Для введения множественного числа используется два суффикса: -ipi и -sat. Первый из них используется с большинством слов, присоединяясь к форме паукального числа существительного. Второй употребляется исключительно со словами, означающими деревья или растения, добавляется к форме единственного числа и имеет скорее собирательное, чем просто множественное значение.
/yale/ – "мужчина" (sg)                                                                      /mapik/ (map-ik – мескитовый-дерево) – "мескитовое дерево" (sg)
/yaler/ (yale-r – мужчина-PCL) – "мужчины" (pcl)                             /mapiksat/ (map-ik-sat – мескитовый-дерево-PL) – "мескитовые деревья" (pl)
/yaleripi/ (yale-r-ipi – мужчина-PCL-PL) – "мужчины" (pl)                 /mapiki/ (map-ik-i – мескитовый-дерево-PCL) – "мескитовые деревья" (pcl)

#### Прилагательные
Внутри именной группы прилагательное может предшествовать существительному или идти после него - позиция прилагательного на семантику не влияет. Прилагательные должны согласоваться по роду, согласование по числу необязательно, если число уже маркировано на указательном местоимении или на самом существительном. Сравнительные степени у прилагательных отсутствуют - для обозначение сравнения употребляются слова pageg=peg (больше) и čalego (очень). Если в предложении есть две именные группы, между которыми проводится сравнение, одна из именных групп ставится в обликвус с помощью маркера ke.
/xwan peg ladogaɢa ke so rewerto/
xwan peg     ladogaɢa ke    so      rewerto
Хуан более высокий  OBL DEIC Роберто
"Хуан выше Роберто"

### Синтаксис
Несмотря на то, что в мокови отсутствует пассивная конструкция как таковая, язык имеет специальную проклитику для обозначения неопределенного агенса, которая присоединяется к глаголу.
Интересен также тот факт, что в мокови отсутствуют определительные придаточные. Для обозначения их значения в мокови используется следующая конструкция: клауза следует непосредственно за существительным, которое она определяет, а релятивизатор отсутствует.
В языке также отсутствует такое понятие, как глагол-связка – его заменяет именная группа:
/adaho iateʔe/
a+da-ho            i+ateʔe
F+DEIC-PROX 1SgPOSS+мать
"Вот моя мать"

## Лексические особенности
Для мокови характерно достаточно небольшое количество заимствованной испанской лексики. Интересно, что некоторые слова были заимствованы сразу с неопределенным женским артиклем, который затем слился с основным словом:
lamés (исп. "la mesa") – "стол"
latás (исп. "la taza") –"кружка"
Из испанского в мокови также перешли некоторые дискурсивные маркеры, например: ahtaké (исп. "hasta que") – "пока", tónseh (исп. "entonces") – "тогда", porké (исп. "porque") – "потому что", péro (исп. "pero") – "но" и т.д. При этом, ни одного заимствованного испанского глагола зафиксировано не было.
Кроме того, в мокови существует как минимум два слова (čilála – "орёл" и páre – "бабочка"), которые, несмотря на необычное для языка ударение, испанскими заимствованиями не являются, как не являются и заимствованиями из соседних языков. Происхождение их неизвестно.